# فرودگاه اندولو
فرودگاه اندولو (به انگلیسی: Andulo Airport) یک فرودگاه با کد یاتا ANL است . این فرودگاه در کشور آنگولا قرار دارد .